# Acnistus
Acnistus is de botanische naam van een geslacht uit de nachtschadefamilie (Solanaceae). Het geslacht wordt in het Engels 'hollowheart' genoemd.
De algemene grens tussen Acnistus en Witheringia is onderwerp van debat, en kan een scherpere definitie gebruiken. Het aantal soorten in dit geslacht is dus heel onzeker.
De soorten vormen struiken of kleine bomen. De brede, gaafgerande bladeren staan afwisselend. De vruchten zijn eetbaar en de planten worden soms gecultiveerd. De wortels bevatten cuscohygrine, hyoscyamine en tigloidine.